# 索查
索查是哥倫比亞的城鎮，位於該國東北部，由博亞卡省負責管轄，距離首府通哈117公里，始建於1540年10月22日，面積151平方公里，海拔高度2,495米，2005年人口7,364。
6°00′N 72°40′W / 6.000°N 72.667°W